# Steve Abee
Steve Abee né en 1967, à Santa Monica (Californie), est un écrivain américain, poète et professeur de littérature à la Ramón C. Cortines School of Visual and Performing Arts (en),, ses nouvelles et romans  sont inspirés par la vie vie sociale et culturelle des marginaux de Los Angeles, selon un style picaresque dans la ligne de la Beat Generation (Jack Kerouac, William Burroughs, Allen Ginsberg).

## Biographie
Après avoir fini ses études secondaires à la Santa Monica High School (en), en 1985, Steve Abee est accepté par l'université de Californie de Santa Cruz, il y restera jusqu'en 1989.
Durant cette période sa vocation littéraire s'affirme, il travaillera avec des poètes tels que Lucille Clifton ou Nathaniel Mackey.
En 1990, il entre à l’Université de Californie à Los Angeles (UCLA), il y obtient son Bachelor  of Arts (Littérature anglaise) en 1994. Il perfectionne ses études en littérature en entrant à l'Antioch University Los Angeles, où il obtiendra son Master of Fine Arts,.
Il se marie avec Catherine Uribe en 1995 et à la même période il commence sa carrière de professeur de littérature à la Thomas Starr King Middle School,.
La publication en 1997 de King Planet, le fait immédiatement reconnaître comme un acteur  majeur de la littérature californienne.
Steve Abee vit à El Sereno, dans la banlieue de Los Angeles, avec sa femme, Cat Uribe-Abee, et leurs deux filles.

## Œuvres
- (en-US) Johnny Future, MacAdam/Cage Publishing, 1er septembre 2009, 208 p. (ISBN 9781596923478)[14],[15],
- (en-US) Great Balls of Flowers, Write Bloody Publishing, 10 mai 2009, 145 p. (ISBN 9780982148853),
- (en-US) The Bus: Cosmic Ejaculations of the Daily Mind in Transit, Los Angeles, Californie, Phony Lid Books, 24 novembre 2001, 196 p. (ISBN 9781930935198, lire en ligne)[16]
- (en-US) King Planet, Incommunicado Press, 1er janvier 1996, 130 p. (ISBN 9781884615146),

## Recensions
- Steve Abee: We're All Just Waves, par Jeremy Rosenberg pour KCET, 2013[1],
- Johnny Future, a novel, par Joseph Thompson pour la revue Foreword Review, 2012[14],
- Literary Review – Johnny Future by Steve Abee, par Esteban pour la revue Ultra Vulgar Superfiend, 2012 [17],
- Poet Performers Discover the Riches of Words, par Carla Hall  pour le Los Angeles Times, 2006 [18],
- Young Poets Have Plenty to Slam, par Duke Helfand pour le Los Angeles Times, 2005 [19],
- Live poets' society, Middle school mentor's spark goes on to high school with his students, par Catherine Siphron pour le Los Angeles Times, 2004[20],